# Miriszló község
Miriszló község (románul: Comuna Mirăslău) község Fehér megyében, Romániában. Központja Miriszló, beosztott falvai Csákó, Marosdécse, Marosörményes, Oláhlapád, Oláhrákos.

## Népessége
A 2011-es népszámlálás adatai alapján a község népessége 1985 fő volt.